# George Mallory
(George Mallory)
George Herbert Leigh Mallory (Mobberley, 18 giugno 1886 – Everest, 8 giugno 1924) è stato un alpinista e docente britannico, noto per aver preso parte alle prime tre spedizioni britanniche di conquista della vetta del monte Everest: nel 1921, nel 1922 e nel 1924, spedizione in cui perse la vita; il suo corpo fu ritrovato solo nel maggio 1999, quasi 75 anni dopo la sua morte. La possibilità che Mallory e il compagno di scalata Andrew Irvine abbiano raggiunto la vetta nel 1924 rimane oggetto di dibattito, di numerose teorie, e di continua ricerca.

## Biografia
Nato a Mobberley, nella contea inglese del Cheshire, da una famiglia religiosa (padre pastore e madre figlia di un pastore), nel 1905 fu ammesso al Magdalene College dell'Università di Cambridge, al corso di laurea in Storia. Dopo la laurea trascorse un anno nella città inglese e un periodo in Francia. Nel 1910 divenne insegnante alla Charterhouse School, nel Surrey. Lì conobbe Ruth Turner, che divenne sua moglie nel 1914 e con cui ebbe i figli Frances Clare (1915-2001), Berry Ruth (1917-1953) e John (1920-2011).
Nel 1910 tentò con alcuni amici la scalata del Monte Vélan nelle Alpi. L'anno successivo raggiunse la vetta del Monte Bianco e nel 1913 aveva già al suo attivo varie scalate, tra le quali quella del Pillar nel Lake District, conosciuta oggi come la "via di Mallory". Subito dopo il matrimonio, nel dicembre del 1915 Mallory entra a far parte del reparto di artiglieria delle forze armate come luogotenente in seconda. Il fratello, Trafford Leigh-Mallory, farà carriera militare fino a comandare le forze aeree alleate durante lo sbarco in Normandia.
Dopo la guerra Mallory ritorna brevemente al suo lavoro di docente a Charterhouse, dimettendosi nel 1921 per poter prendere parte alla prima spedizione sull'Everest. Tra le varie spedizioni, cerca di guadagnarsi da vivere scrivendo articoli e insegnando. Nel 1923, è lecturer presso l'Università di Cambridge, ottenendo un permesso temporaneo per prendere parte alla terza spedizione inglese per la conquista della vetta dell'Everest, nel 1924.
L'8 giugno 1924, con il compagno di scalata Andrew Irvine, lascia la propria tenda sulla parete nord dell'Everest e comincia il tentativo di ascensione all'ultimo tratto della vetta più alta del mondo. Alle 12.50, in ritardo sulla tabella di marcia, sono avvistati a circa 240 metri dalla cima dal compagno di scalata Noel Odell, per poi essere nascosti da folate di neve. Non vi è certezza se i due scalatori abbiano o meno raggiunto la vetta della cima più alta del mondo 29 anni prima di Edmund Hillary e dello sherpa Tenzing Norgay, fatto che costituisce uno dei principali misteri della storia dell'alpinismo.

## Il ritrovamento del corpo
Nella "Mallory and Irvine Research Expedition" sponsorizzata dalla BBC nel 1999 l'alpinista Conrad Anker trovò i resti di George Mallory. La corda che aveva legato intorno alla vita, spezzata, gli aveva lasciato dei segni sul busto, il che indicava che la caduta di Mallory era stata particolarmente brutta e doveva avere oscillato per un po'. La gamba sinistra era incrociata sulla destra, fratturata all'altezza dello stinco.
All'inizio Anker e i compagni avevano pensato che il corpo fosse quello di Irvine (di cui solo nel settembre 2024 verrà rinvenuto uno scarpone con ancora un piede e calza con ricamato il nome), perché si trovava proprio sotto il punto in cui una decina di anni dopo la scomparsa dei due era stata rinvenuta la sua piccozza.
La spedizione non ha però svelato la dinamica dei fatti, poiché i resti erano privi di strumentazione. Un elemento che potrebbe rivelare maggiori informazioni sarebbe la macchina fotografica Kodak, forse in possesso del compagno di cordata Andrew Irvine, le cui pellicole potrebbero aver resistito al tempo grazie alle basse temperature d'alta quota, sebbene vi sia inoltre la possibilità che, anche se i due fossero giunti sulla cima a ora inoltrata vista la partenza tardiva, l'illuminazione possa essere stata troppo scarsa per scattare fotografie. Dopo aver celebrato un sommario funerale, Anker ed i compagni provvidero alla sepoltura di Mallory sullo stesso luogo del ritrovamento.
Nel 2013 Tony Smythe, figlio dell'alpinista Frank Smythe, ha scoperto che il padre aveva già probabilmente localizzato il corpo di Mallory nel 1936, ma aveva preferito comunicare la scoperta solo via lettera al capo della spedizione inglese e non alla stampa, per evitare clamore giornalistico.
A partire dal 2010 lo storico Tom Holzel ha annunciato di aver localizzato il luogo in cui si troverebbe il corpo di Irvine.

## Mallory nei media
L'avventurosa storia di Mallory e la sua misteriosa fine hanno ispirato opere letterarie e cinematografiche.
Il documentario girato da John Noel, The Epic of Everest, è la testimonianza diretta del cameramen ufficiale della missione del 1924. Una versione restaurata venne proposta nel 2020 nella rassegna tenutasi solo on-line We Are One: A Global Film Festival.
Alcune immagini dello stesso Noel si ritrovano in un'altra opera del 1953, The Conquest of Everest diretta dall'alpinista neozelandese George Lowe.
Nel 1991 venne realizzato un film-documentario Galahad of Everest che ricostruiva la storia dell'ultima scalata di Mallory, con quest'ultimo interpretato dall'attore e alpinista britannico Brian Blessed.
Nel 2001 uscì poi un documentario sulla spedizione di ricerca dei corpi di Irvine e Mallory del 1998, intitolato Found on Everest, prodotto da Riley Morton.
Nel 2010 uscì un nuovo film-documentario sulla vita di Mallory, The Wildest Dream, diretto da Anthony Geffen, con protagonista lo stesso capo della spedizione del '98-'99 Conrad Anker, e Ralph Fiennes nei panni di Mallory.
A partire dal romanzo del 2009 Paths of Glory di Jeffrey Archer, si portò avanti il progetto per un film intitolato Everest, con Doug Liman regista e Tom Hardy in un primo momento e Benedict Cumberbatch in seguito, indicati per interpretare Mallory. Nel 2014 il progetto venne accantonato ma poi è stato ripresentato nel 2021 con lo stesso regista e Ewan McGregor nuovo protagonista.
Nel 2015 venne alla luce un altro progetto cinematografico, In High Places con Michael Sheen come protagonista, che sarebbe stato diretto da James McEachen con la prevista partecipazione di Andrew Scott nel ruolo del compagno di scalata Noel Odell e di Kelly Macdonald in quello della moglie di Mallory. Il progetto non ha mai avuto seguito.
Infine, con la storia di Mallory sullo sfondo, nel 2000 il mangaka Jirō Taniguchi realizzò La vetta degli dei, tratto da un romanzo di Baku Yumemakura, e dal quale nel 2021 il regista francese Patrick Imbert trasse il film d'animazione omonimo.